# Sihlcity

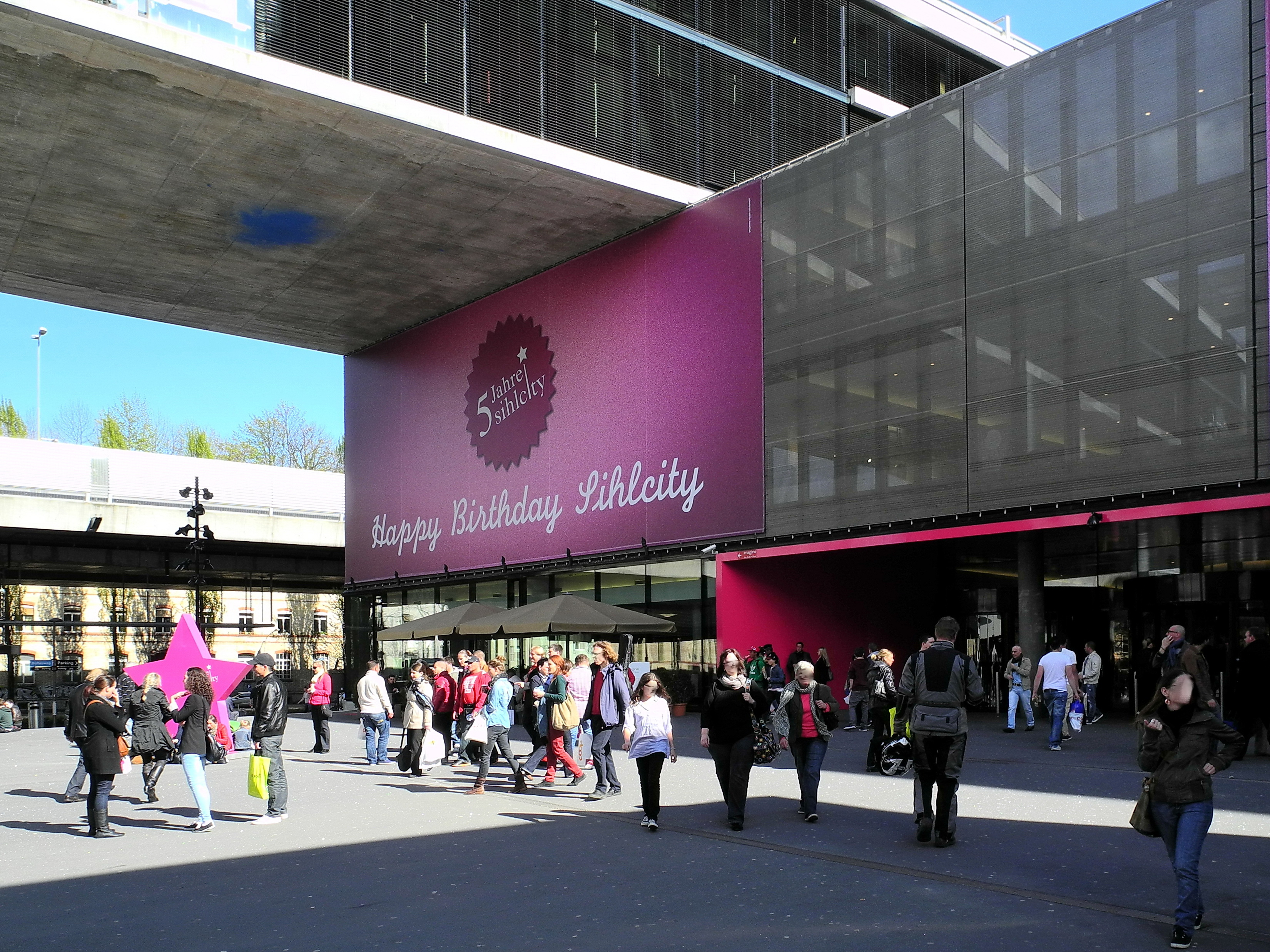
Kalanderplatz mit Hauptgebäude von Westen

Sihlcity ist eine Grossüberbauung auf dem Areal der ehemaligen «Zürcher Papierfabrik an der Sihl» in Zürich-Wiedikon.
Das auf dem Areal entstandene Urban Entertainment Center wurde am 22. März 2007 als erstes in der Schweiz eröffnet. Es umfasst rund 100'000 m² Fläche mit Angeboten wie Verkaufsläden, Gastronomiebetrieben, Multiplexkino, Kulturhaus, Fitnesscenter, Ärztezentrum, Hotel, Bibliothek, Kinderparadies, Lieferservice und Wohnungen.

## Projekt und Realisation

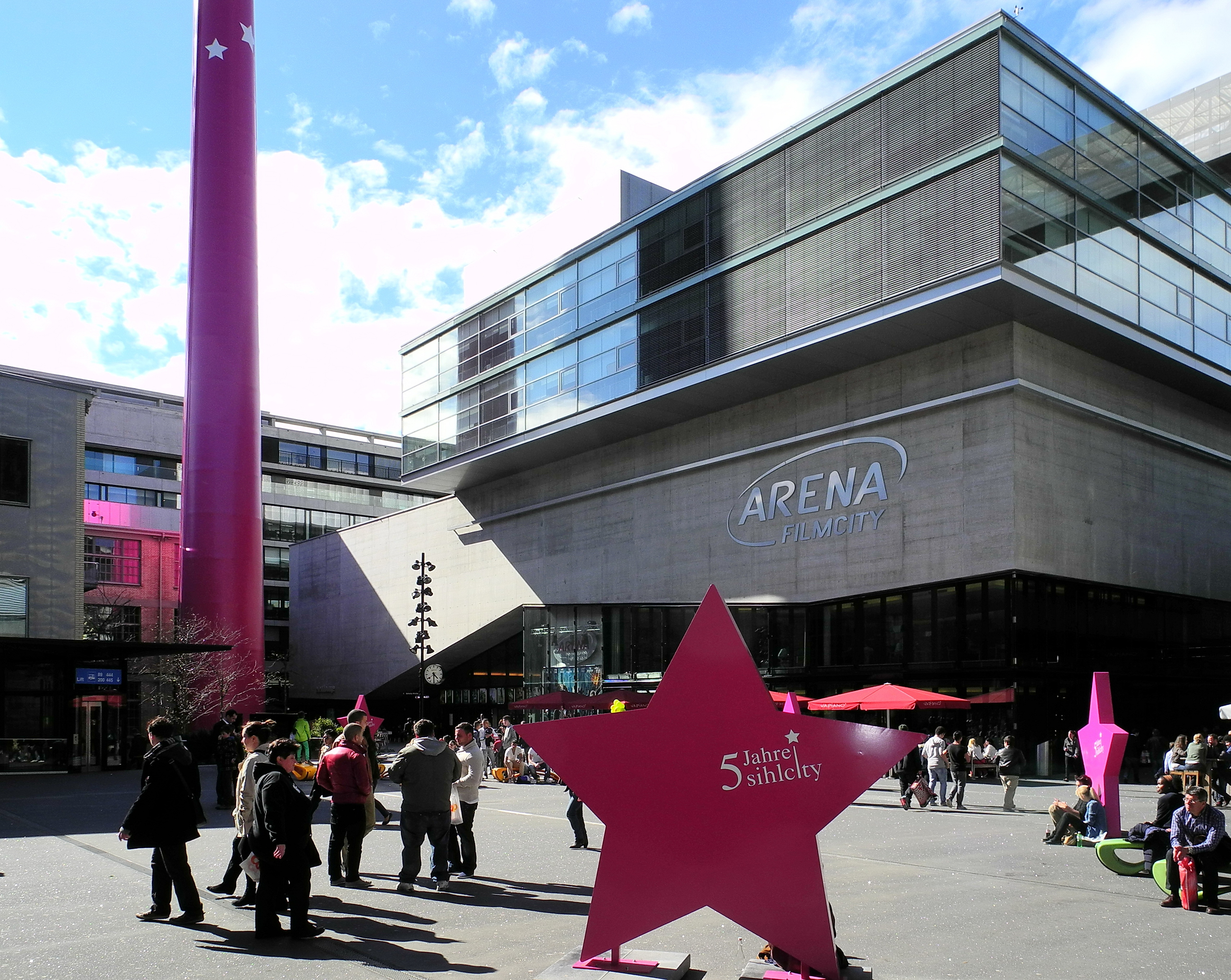
Am Kalanderplatz

Die Totalunternehmerin Karl Steiner AG entwickelte zusammen mit dem Architekturbüro Theo Hotz das Projekt Sihlcity und verkaufte es 2003 an eine Investorengruppe – die heutige Miteigentümergemeinschaft Sihlcity.
Vom 1. Juli 2003 bis zur Eröffnung am 22. März 2007 wurde an Sihlcity gebaut, wobei etliche Bauarbeiten erst nach der offiziellen Eröffnung abgeschlossen werden konnten oder – wie im Falle der Pestalozzi-Bibliothek – sich bis Juli 2007 hingezogen haben. Während der Hauptbauphase beanspruchte das Projekt, «das grösste private Hochbauprojekt der Schweiz» zu sein.
Vom früheren industriellen Gebäudekomplex blieben vier Bauten erhalten, die an die industrielle Zürcher Geschichte erinnern. Besonders ins Auge sticht dabei der alte Kamin der ehemaligen Papierfabrik.

## Investoren
Die Miteigentümergemeinschaft Sihlcity besteht aus fünf Immobilienanlagegesellschaften der Bauherrin Credit Suisse:
- Credit Suisse 1a Immo PK (25,0 %)
- CSA Real Estate Switzerland (16,5 %)
- Credit Suisse Real Estate Fund Interswiss (12,9 %)
- Credit Suisse Real Estate Fund Siat (11,6 %)
- Credit Suisse Real Estate Fund Property Plus (9,8 %)
- Die Anteile der Swiss Prime Site AG (24,2 %) gingen 2018 bei einem Immobilientausch ebenfalls an die Credit Suisse.[1]

Das Investitionsvolumen beträgt ca. 600 Mio. Schweizer Franken. Die geschätzten Mieteinnahmen belaufen sich auf ungefähr 40 Mio. Schweizer Franken pro Jahr. Verwaltet wird Sihlcity von der Swiss Prime Site Tochtergesellschaft Wincasa.

## Nutzung
In der Sihlcity gibt es neben 14 Gastronomiebetrieben und 75 Verkaufsläden (vorwiegend aus der Bekleidungsbranche), ein Hotel mit rund 150 Zimmer, ein Kulturhaus, ein Fitnesscenter, ein Ärztezentrum, eine Bibliothek, ein Kino mit 18 Sälen, Büros und 16 Stadtwohnungen. Bis April 2019 gab es auch eine ökumenisch betriebene und interreligiös offene Sihlcity-Kirche mit Kapelle und Seelsorgeangebot.
| Nettomietfläche (insgesamt)                  | ca. 98'000 m² |
| -------------------------------------------- | ------------- |
| Verkaufsfläche                               | 42'466 m²     |
| Dienstleistungsfläche                        | ca. 24'000 m² |
| Kultur, Kino & Hotel                         | ca. 19'000 m² |
| Gastronomie, Fit-/Wellness, Wohnungen, Lager | ca. 13'000 m² |

Durch die Stöckli Holding wird das Multiplex-Kino mit achtzehn Sälen und rund 2'100 Plätzen betrieben. Damit ist Arena Cinemas das zweitgrösste Kino in der Stadt Zürich.
Für die Sihlcity wurden – bei etwa 2300 Arbeitsplätzen – ursprünglich etwa 20'000 Besucher pro Tag erwartet. Nach der Eröffnungsphase wurde diese Zahl allerdings nicht erreicht, und zahlreiche Geschäfte erzielen weniger Umsatz als geplant. 2008 erzielte das Einkaufszentrum einen Umsatz von 325 Mio. Franken und war damit auf Platz 6 in der Schweiz. Im Jahr 2010 frequentierten durchschnittlich etwas mehr als 21'000 Besucher pro Tag Sihlcity und generierten einen Umsatz von 372 Millionen Franken.

## Verkehr

### Auto
Dank dem Autobahnanschluss Zürich-Brunau (A3 Basel-Sargans), sowie dem Uetlibergtunnel (Westumfahrung Zürich) ist Sihlcity direkt via Autobahn erreichbar. Für Automobilisten stehen 850 kostenpflichtige Parkplätze bereit. Zum Vergleich: Das unwesentlich grössere Glattzentrum unmittelbar an der Grenze zur Stadt Zürich verfügt über 4'750 Gratis-Parkplätze.
Aufgrund des zu erwartenden Mehrverkehrs durch das neue Einkaufszentrum hatte der Verkehrs-Club der Schweiz (VCS) Einsprache gegen das Bauvorhaben erhoben. Die Bauherrschaft konnte sich allerdings mit dem VCS einigen, sodass dieser seine Einsprache zurückzog. Sihlcity darf nun täglich nicht mehr als 8'800 Autofahrten verursachen. Ansonsten müssen die Betreiber Gegenmassnahmen (z. B. Erhöhung der Parkplatzgebühren) treffen.

### Öffentlicher Verkehr
Auch mit dem öffentlichen Verkehr ist die Sihlcity gut erschlossen. An der Haltestelle Sihlcity Nord verkehren die Tramlinien 5 (Mo–Fr), 13 und 17 (nur HVZ), sowie die Trolleybuslinie 72. Die Endstation der städtischen Buslinie 89 befindet sich in der Tiefgarage von Sihlcity, wo stadteinwärts auch vier regionale Buslinien halten. Stadtauswärts halten sie wie die Sihltalbahn, die Sihlcity direkt mit dem Zürcher Hauptbahnhof verbindet, an der ebenfalls nahe gelegenen Haltestelle Saalsporthalle.

## Vorgeschichte
Die mechanische Papierfabrik an der Sihl wurde 1836 gegründet. Nach der Stilllegung der Papiermaschinen (1976) war die Ausrüsterei noch bis 1990 in Betrieb. 1990 und 1998 wurden leerstehende Teile der Sihlpapierfabrik für kurze Zeit besetzt. 2003 wurde das Gelände erneut besetzt: Zwischen Februar und Juni fanden die zweiten Internationalen Zürcher Dadafestwochen statt, die im Jahr davor das legendäre Cabaret Voltaire im Zürcher Niederdorf wiederbelebt hatten. Bis im Sommer 2003 wurde die alte Sihlpapierfabrik als Kulturzentrum für Ausstellungen, Konzerte, Performances, Lesungen und Theateraufführungen genutzt, von der jetzt noch Wandmalereien und Fensterbilder zeugen.